# سارة عصام
سارة عصام حسنين (من مواليد 6 أبريل 1999، بمدينة القاهرة في مصر)، هي لاعبة كرة قدم مصرية دولية، تلعب في مركز المهاجم.

## السيرة الشخصية
لعبت سارة عصام كرة القدم مع أشقائها عندما كانت طفلة، ولعبت كرة السلة أيضًا. أصبحت لاحقًا لاعبة في نادي وادي دجلة في عام 2014. وشاركت مع منتخب مصر تحت 17 سنة في التصفيات المؤهلة لكأس العالم 2016. استدعيت للمنتخب الوطني في عام 2016 عندما كان عمرها 16 عامًا فقط، لمشاركة في تصفيات كأس الأمم الأفريقية 2016.
هي أول لاعبة كرة قدم مصرية تحترف في أوروبا في عام 2017 مع نادي ستوك سيتي، في الدوري الإنجليزي الممتاز للسيدات الشمال (الدرجة الثالثة الإنجليزية)؛ خلال موسمها الأول كانت هداف النادي.
كما أنها تدرس الهندسة المدنية في جامعة ديربي 
في عام 2018، حصلت على لقب المرأة العربية للعام في فئة الرياضة من قبل الاتحاد العربي بلندن. هي جزء من فريق المعلقين في بي بي سي لبطولة كأس إفريقيا للأمم 2019.
وفازت اللاعبة بجائزة هداف نادي ستوك سيتي برصيد 12 هدفًا، تمكنت من إحرازهم خلال 12 مباراة.
تلعب سارة في مركز المهاجم، كما تجيد اللعب في مركز الجناح الأيمن أو الوسط المهاجم. خضعت سارة عصام لفترات معايشة في أندية سندرلاند، وبرمنجهام وديربي كاونتي.

## روابط خارجية
- (بالإنجليزية) الملف الشخصي على موقع ستوك سيتي[وصلة مكسورة].